# Henry Percy (5e comte de Northumberland)
Pour les articles homonymes, voir Henry Percy.
Henry Percy est un baron anglais né le 13 janvier 1477 et mort le 19 mai 1527 à Wressle.

## Biographie
Henry Percy est le fils aîné du quatrième comte de Northumberland Henry Percy et de son épouse Maud. Son père est assassiné au cours d'une émeute en 1489, et le jeune Henry devient comte à l'âge de onze ans. Durant sa minorité, le Nord de l'Angleterre est dominé par un conseil où siège notamment l'archevêque d'York Thomas Savage.
Henry Percy est fait chevalier de l'Ordre du Bain en 1489 et de l'Ordre de la Jarretière en 1495. Il combat pour le roi Henri VII durant le premier soulèvement cornique en 1497. Une fois devenu majeur, il s'efforce de rétablir l'autorité traditionnelle de la famille Percy sur le Nord de l'Angleterre, ce qui l'amène à entrer en conflit avec l'archevêque Savage et d'autres individus ayant profité de sa minorité pour accroître leur pouvoir personnel. Les rois Henri VII et Henri VIII ne le soutiennent pas, craignant la puissance dont dispose ce baron dans le Nord, et ils nomment d'autres hommes à la tête des marches écossaises.

## Mariage et descendance
Henry Percy se marie avant 1502 avec Katherine Spencer (morte en 1542). Ils ont cinq enfants, trois fils et deux filles :
- Henry Algernon (vers 1502 – 1537), comte de Northumberland ;
- Thomas (mort en 1537), exécuté pour sa participation au Pèlerinage de Grâce ;
- Ingelram ou Ingram (mort en 1538) ;
- Margaret (morte vers 1540), qui épouse le comte de Cumberland Henry Clifford ;
- Maud, qui aurait épousé le baron William Conyers (en).